# Biqiao
Biqiao (kinesiska: 毕桥镇) är en köping i östra Kina. Den ligger i Langxi härad i staden Xuancheng i provinsen Anhui, omkring 190 kilometer sydost om provinshuvudstaden Hefei. Antalet invånare är 15 503. Befolkningen består av 7 597 kvinnor och 7 906 män. Barn under 15 år utgör 18,0 %, vuxna 15-64 år 70 %, och äldre över 65 år 10,0 %.